# 엑스트라토렌트
엑스트라토렌트(ExtraTorrent, 흔히 ET로 약칭)는 엔터테인먼트 미디어 및 소프트웨어 디지털 콘텐츠의 온라인 색인 사이트였다. 서비스 종료 전까지는 세계 5대 비트토렌트 색인 중 하나였으며, 방문자는 이곳에서 마그넷 링크와 토렌트 파일을 검색, 다운로드, 공유할 수 있었다. 이를 통해 비트토렌트 프로토콜 사용자 간의 P2P 파일 공유가 가능해졌다.

## 역사
엑스트라토렌트는 2006년 "SaM"이라는 가명으로 활동했던 관리자에 의해 설립되었다.
2016년 11월, 웹사이트는 10주년을 기념했다. 웹사이트는 로고를 기념 테마로 변경하고, 사용자들이 사이트에서 가장 많이 다운로드된 영화를 추측하여 상품을 받는 콘테스트를 개최했다.

### 서비스 종료

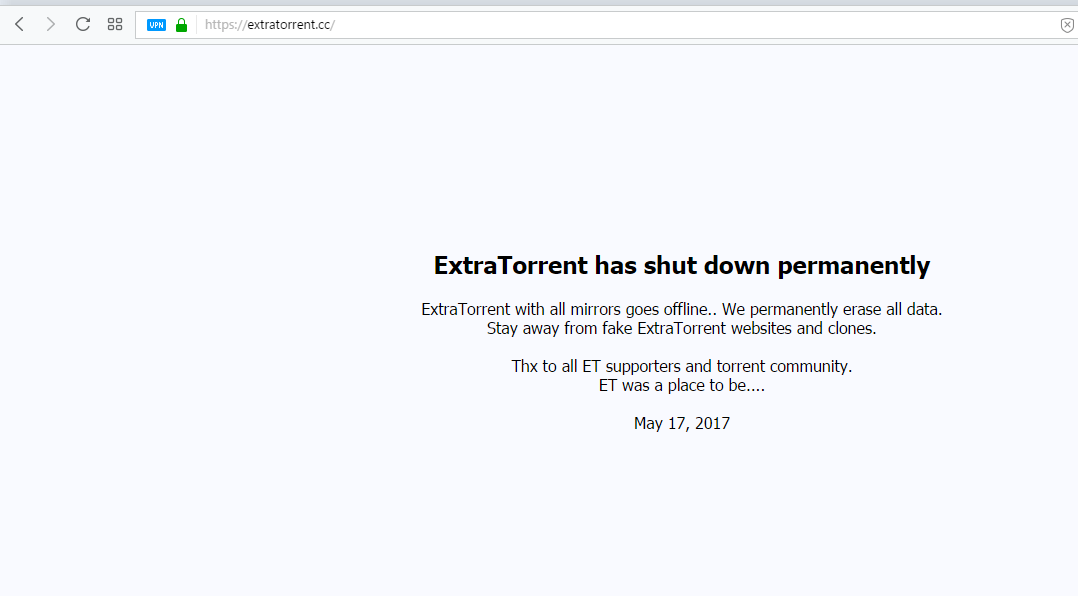
웹사이트의 엑스트라토렌트 종료 메시지

2017년 5월 17일, 엑스트라토렌트는 갑자기 운영을 중단했다. 웹사이트 전체가 관리자의 메시지로 대체되었는데, 웹사이트(모든 미러 도메인 포함)를 영구적으로 폐쇄하고 웹사이트 및 콘텐츠와 관련된 모든 데이터를 삭제한다는 내용이었다. 웹사이트는 긴급 유지 보수 상황으로 인해 이미 며칠 동안 다운된 상태였고, 웹사이트가 영구적으로 폐쇄되기 불과 이틀 전이었다.
알렉사 인터넷 통계에 따르면, 폐쇄 당시 엑스트라토렌트의 기본 도메인 이름은 전 세계에서 291번째로 많이 조회된 웹사이트였다.